# Grano (mineral)

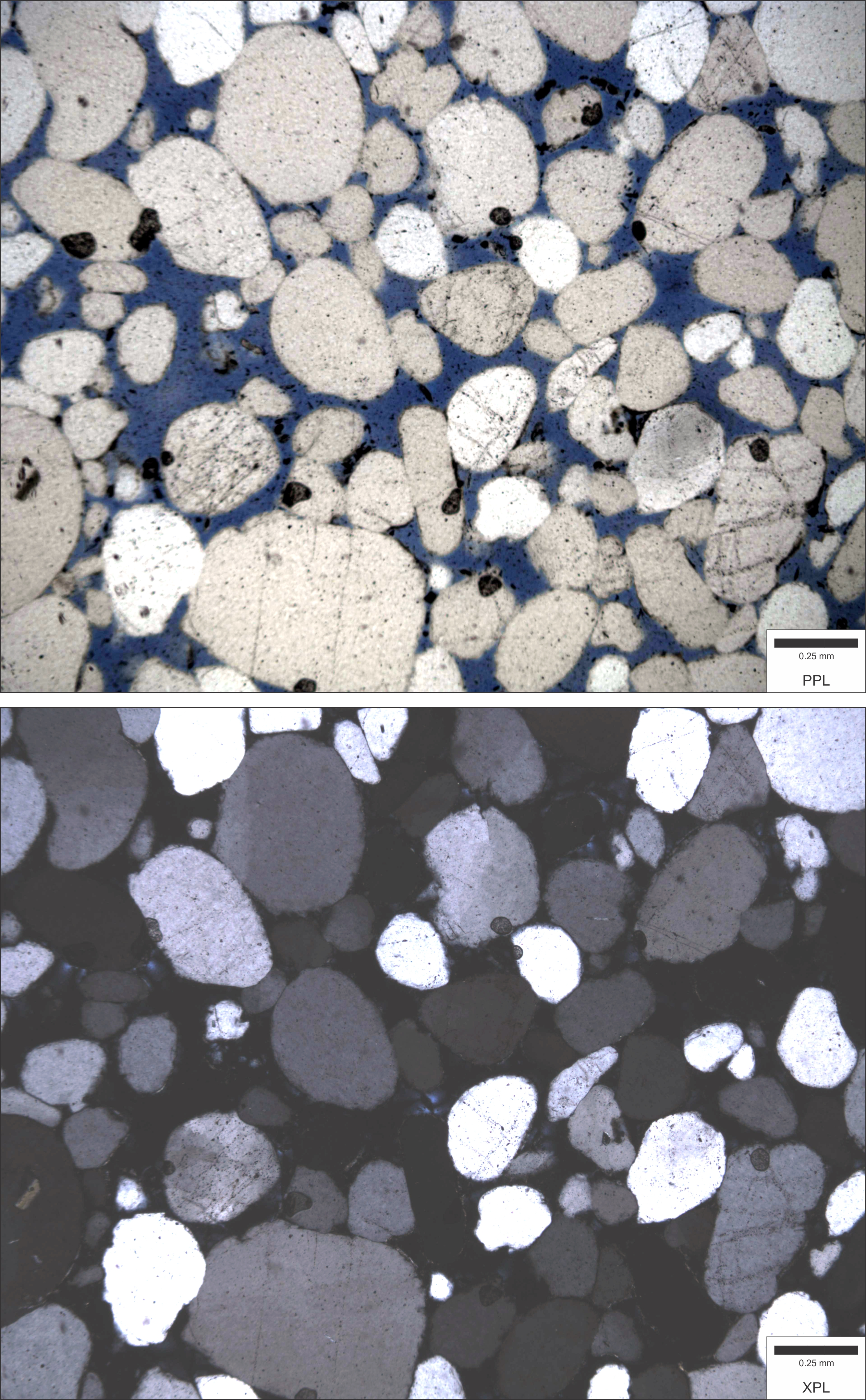
Granos de cuarzo en una arenisca, vistos bajo el microscopio petrográfico.

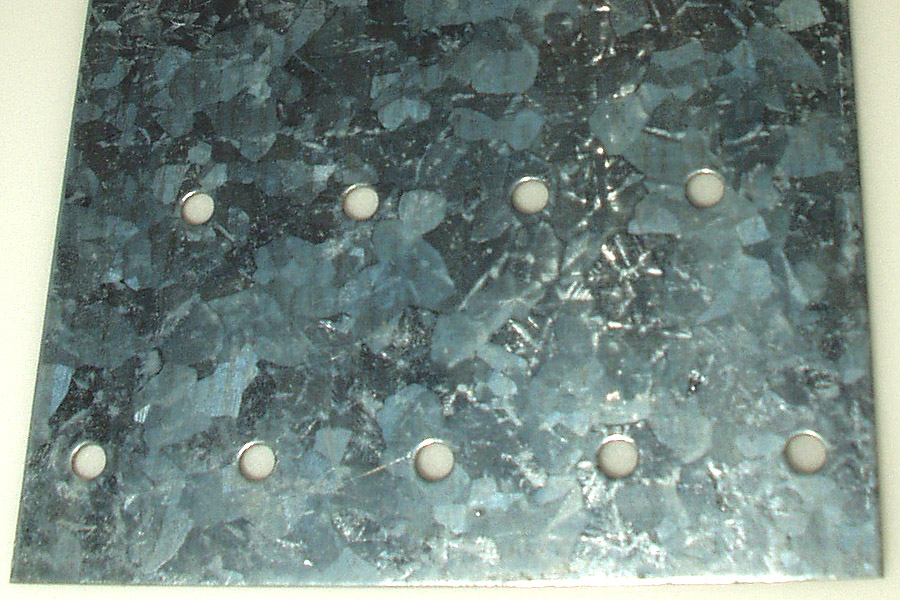
Superficie galvanizada con granos visibles de zinc.

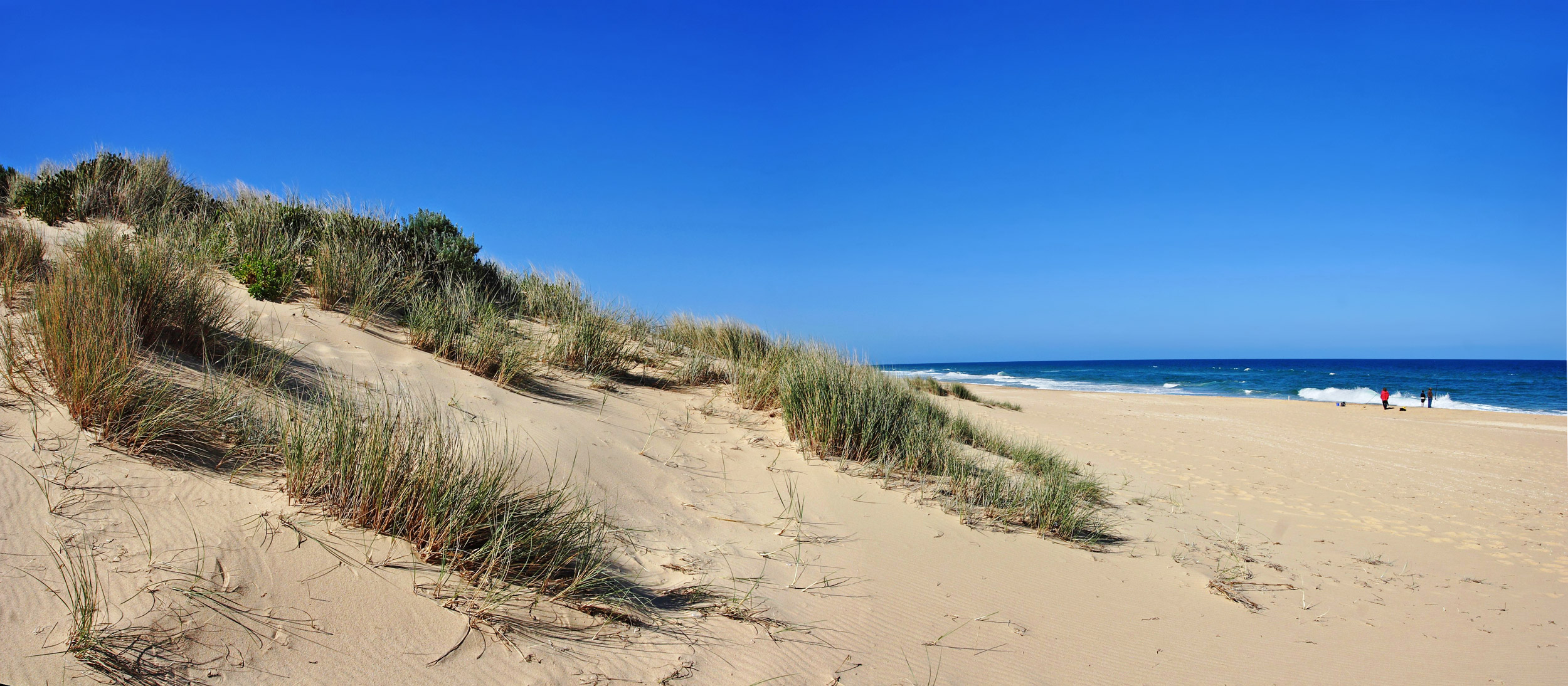
Una playa está conformada por innumerables granos de arena.

En mineralogía, un grano es cada uno de los elementos de tamaño arena (entre 0,063 y 2 mm) que componen una roca. Si el elemento es un fragmento de otra roca,  mineral o fósil en una roca sedimentaria se denomina clasto y si es un mineral recrecido en una roca metamórfica, se denomina blasto.
Los objetos sólidos suficientemente grandes para ser visibles y manipulables están raramente compuestos por un monocristal, exceptuando unos cuantos casos (gemas, monocristales de silicio para la industria electrónica, ciertas fibras y monocristales de una superaleación de níquel para construir motores de turborreactores). Casi todos los materiales son policristalinos, están hechos de un gran número de monocristales (granos) unidos entre sí por delgados estratos de sólido amorfo. El tamaño del grano puede variar desde unos pocos nanómetros a varios milímetros.
En la arena, los granos se hallan sueltos; en la arenisca forman una masa compacta, ya que están unidos por un cemento, pero se desprenden fácilmente. En el granito la cohesión es, por el contrario, muy grande, ya que durante la formación de la roca ciertos elementos, especialmente el cuarzo, han rellenado completamente los intersticios que mediaban entre los granos. 
Existen rocas de grano fino, medio y grueso, tanto de origen sedimentario como ígneo y metamórfico. En rocas sedimentarias, si los fragmentos que la forman son menores de 0,063 mm se denominan partículas, y si son mayores de 2 mm, grava, cantos, o bloques.
Las masas grandes de rocas ígneas de grano grueso tienen un proceso de formación muy lento, mientras que las rocas de grano fino se forman más rápido (en una escala de tiempo geológico). Si una roca ígnea se enfría muy rápidamente, como la solidificación de la lava expulsada por un volcán, puede no poseer ningún grano. Así es como se forma por ejemplo, la obsidiana, que es un vidrio natural, una masa amorfa sin granos minerales ni estructura cristalina.